# Computerbeurs
Een computerbeurs is een handelsbeurs of tentoonstelling voor computers, spellen en elektronica. 
Op de expo's zijn over het algemeen standen van bedrijven of organisaties te vinden waar producten en technologieën worden gedemonstreerd, besprekingen en lezingen worden gegeven en waar bezoekers met een gemeenschappelijke interesse elkaar kunnen ontmoeten.

## Voorbeelden van beurzen
Huidige computerbeurzen
- Blizzcon
- Computex
- Computerworld
- Gamescom
- Interop
- Tokyo Game Show

Voormalige computerbeurzen
- AppleDag
- Apple Expo
- CeBIT
- COMDEX
- Electronic Entertainment Expo
- HCC-dagen
- LinuxTag
- Macworld/iWorld
- PC Discount
- PlayStation Experience
- SIMO TCI